# 周三多
周三多（1933年11月7日—），江苏宜兴人，中华人民共和国管理学家，南京大学人文社会学科荣誉资深教授。

## 生平
1955年毕业于中国人民大学工业经济系，获学士学位。1958年毕业于哈尔滨工业大学工程经济系研究生班。